# 西頸城郡

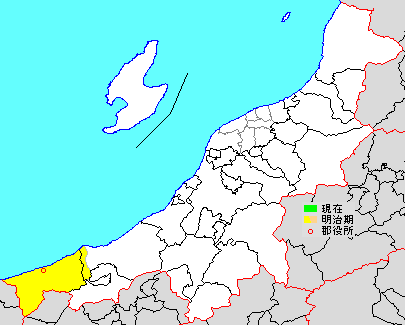
新潟県西頸城郡の範囲

西頸城郡（西頚城郡、にしくびきぐん）は、新潟県にあった郡。

## 郡域
1879年（明治12年）に行政区画として発足した当時の郡域は、糸魚川市及び上越市の区域の一部（名立区）にあたる。

## 歴史
古代には久比岐国造の領域であった。

### 郡発足までの沿革
- 「旧高旧領取調帳」に記載されている明治初年時点での、頸城郡のうち後の本郡域の支配は以下の通り。●は寺社領、○は寺社除地[1]が存在。（7町170村）

| 知行         | 知行                         | 村数     | 村名 |
| ------------ | ---------------------------- | -------- | --- |
| 幕府領       | 幕府領（高田藩預地）         | 30村     | ○猿倉村、吹原村、○大平村、土倉村、中川原新田、○砂場村、○北山村、○角間村、○谷根村、○西塚村、○東塚村、五十原村、滝川原村、下出村、●○釜沢村、○川島村、○真光寺村（隣接して2村存在）、○道平村、○市野々村、○御前山村、大神堂村、○山寺村、○岩木村、○頭山村、○別所村、大久保村、○杉之当村、○蒲池村、○西山村、○上山村 |
| 藩領         | 越後高田藩                   | 102村    | ○名立小泊村、名立新田、○名立大町村、○坪山村、○赤ノ俣村、○大菅村、○車路村、○躰畑村、○田野上村、○丸田村、竹田新田、濁沢村、○折居村、○峠村、○森村、○池田村、○桂谷村、○平谷村、○折戸村、○飛山村（現：上越市）、瀬戸飛山新田、○小田島村、○東蒲生田村、○西蒲生田村、○筒石村、○徳合村、筒石新田、○仙納村、○大洞村、空熊新田、○藤崎村、○百川村、○能生町村、○能生小泊村、○鷲尾村、○柱道村、●○中野口村、○下倉村、○高倉村、○谷内村（現：糸魚川市東谷内）、○川詰村、○須川村、○崩村、田麦平村、○飛山村（現：糸魚川市）、○柵口村、○物出村、○溝尾村、○槙村、○藤後村、○平村、○島道村、●大王村、○小見村、○鶉石村、○桂村、○寺山村、中宿村、○大平寺村、○木浦村、○鬼舞村、○鬼伏村、○間脇村、○中浜村、○東海村、○中野村、○宮ノ平村、○中林村、○坪野村、笹倉新田、○田屋梶屋敷村、○梶屋敷村、新町村、小上覚村、○川原村（現：糸魚川市東川原）、○大上覚村、○清水山村、○谷内村（現：糸魚川市西谷内）、○堀切村、○四ツ屋村、○来海沢村、○真木村、○粟倉村、○田中村、○水保村、○成沢村、○上野村、小滝村、○山之坊村、大所村、○余所村、稲荷新田、○上野山村、○市振村、○青海村、○歌村、○外波村、○上路村、○橋立村、○瀬戸村、○谷口村、○杉ノ瀬村 |
| 藩領         | 越後糸魚川藩                 | 7町 32村 | 道明村、○日光寺村、○田屋村、○上出村、真光寺村（隣接して2村存在）、○大和川村、○平牛村、押上村、○田伏村、○竹ヶ花村、○厚田村、○羽生村、大町、○寺町、○新屋町、○七間町、横町、鉄砲町、新田町、○寺島村、●○上刈村、○大野村、○中村（現：糸魚川市東中）、下沢村、○中村（現：糸魚川市西中）、中谷内村、大谷内村、川原村（現：糸魚川市西川原）、尻掛村、山口村、横江村、○栗山村、○和泉村、大工屋敷村、○根小屋村、○須沢村、今村新田、○田海村、○寺地村 |
| 幕府領・藩領 | 幕府領（高田藩預地）・高田藩 | 2村      | ○越村、○土塩村 |
| その他       | 寺社領                       | 4村      | 指塩村、大道寺村、一之宮村、蓮台寺村 |

- 慶応4年7月27日（1868年9月13日） - 幕府領が柏崎県（第1次）の管轄となる。
- 明治元年11月5日（1868年12月18日） - 柏崎県を廃して新潟府に合併することが布達される（実行されず）。
- 明治2年
  - 2月22日（1869年4月3日） - 再度柏崎県を廃止する布達が出され、越後府（第2次）に合併。
  - 6月24日（1869年8月1日） - 任知藩事にともない、糸魚川藩が清崎藩に改称。
  - 8月25日（1869年9月30日） - 旧・柏崎県の管轄地が柏崎県（第2次）の管轄となる。
- 明治初年（7町169村）
  - 高田藩領の一部（杉ノ瀬村）が柏崎県の管轄、旧幕府領の一部（上山村）および寺社領の一部（指塩村・大道寺村）が高田藩領、寺社領の残部（一之宮村・蓮台寺村）が清崎藩領となる。
  - 大町・寺町・新屋町・七間町・横町・鉄砲町・新田町が糸魚川を冠称。
  - 田屋梶屋敷村が梶屋敷村に合併。
- 明治4年
  - 7月14日（1871年8月29日） - 廃藩置県により藩領が高田県、清崎県の管轄となる。
  - 11月20日（1871年12月31日） - 第1次府県統合により全域が柏崎県の管轄となる。
- 明治6年（1873年）6月10日 - 全域が新潟県の管轄となる。
- 明治9年（1876年）（7町167村）
  - 筒石新田が筒石村に合併。
  - 真光寺村（清崎藩領）と真光寺村（高田藩預地）が合併して真光寺村となる。
- 明治10年（1877年）（7町166村）
  - 尻掛村が山本村に改称。
  - 小上覚村・大上覚村が合併して上覚村となる。

### 郡発足以降の沿革
- 明治12年（1879年）
  - 4月9日 - 郡区町村編制法の新潟県での施行により、頸城郡のうち7町166村に行政区画としての西頸城郡が発足。郡役所が糸魚川町に設置。
  - 2ヶ所ずつ存在した飛山村、川原村、中村が東飛山村（現：上越市）、西飛山村（現：糸魚川市）、東川原村（現：糸魚川市東川原）、西川原村（現：糸魚川市西川原）、東中村（現：糸魚川市東中）、西中村（現：糸魚川市西中）にそれぞれ改称。
  - 2ヶ所存在した谷内村のうち1村が西谷内村（現：糸魚川市西谷内）に改称。
- 明治14年（1881年） - 山口村より梶山村が分村。（7町167村）
- 明治16年（1883年） - 名立新田が各地先の字に合併。（7町166村）
- 明治18年（1885年）（7町164村）
  - 瀬戸飛山新田が瀬戸村・東飛山村に合併。
  - 笹倉新田が土塩村に合併。
- 明治19年（1886年）（7町162村）
  - 下沢村が上野村に合併。
  - 稲荷新田が根小屋村に合併。
- 明治20年（1887年）（7町160村）
  - 竹田新田が杉ノ瀬村・車路村・東飛山村に合併。
  - 横江村・上山村が合併して上横村となる。

### 町村制以降の沿革
- 明治22年（1889年）4月1日 - 町村制の施行により以下の町村が発足。特記以外は全域が現・糸魚川市。（3町35村）

- 名立町 ← 名立小泊村、名立大町村、坪山村、赤ノ俣村（現：上越市）
- 下名立村 ← 大菅村、谷口村、車路村、躰畑村、杉ノ瀬村、田野上村、折居村、丸田村、池田村、森村、桂谷村、濁沢村、峠村（現：上越市）
- 上名立村 ← 小田島村、西蒲生田村、東蒲生田村、折戸村、平谷村、東飛山村、瀬戸村（現：上越市）
- 四ヶ所村 ← 徳合村、筒石村、仙納村、空熊新田
- 川崎村 ← 百川村、藤崎村、大洞村
- 能生町 ← 能生町村、能生小泊村
- 西能生村 ← 桂村、鶉石村、寺山村、大平寺村
- 東能生村 ← 鷲尾村、大道寺村、大王村、柱道村［一部］、指塩村、中野口村、下倉村、高倉村
- 中能生村 ← 小見村、平村、島道村、柱道村［一部］
- 南能生村 ← 槙村、藤後村、川詰村、谷内村、溝尾村、須川村、物出村、田麦平村、崩村、柵口村、西飛山村
- 木浦村 ← 木浦村、鬼舞村
- 鬼伏村（単独村制）
- 浦本村 ← 間脇村、中浜村、中宿村
- 北早川村 ← 田屋村、道明村、東海村、堀切村
- 西早川村 ← 新町村、東川原村、日光寺村、滝川原村、西谷内村、上覚村、四ツ屋村、清水山村、下出村、上出村
- 南早川村 ← 谷根村、西塚村、東塚村、五十原村
- 東早川村 ← 越村、宮ノ平村、中野村、中林村、土塩村、坪野村、猿倉村、吹原村
- 西山村 ← 砂場村、北山村、角間村
- 東山村 ← 大平村、土倉村、中川原新田
- 梶屋敷村（単独村制）
- 大和川村 ← 大和川村、田伏村、竹ヶ花村、厚田村
- 北西海村 ← 平牛村、羽生村、成沢村、真光寺村
- 南西海村 ← 水保村、田中村、川島村、道平村、釜沢村、粟倉村、市野々村、御前山村、来海沢村、真木村
- 柳形村 ← 押上村、一之宮村、蓮台寺村
- 糸魚川町 ← 糸魚川寺町、糸魚川大町、糸魚川新屋町、糸魚川七間町、糸魚川横町、糸魚川新田町、糸魚川鉄砲町
- 奴奈川村 ← 上刈村、寺島村
- 大野村（単独村制）
- 下根知村 ← 根小屋村、東中村、上野村
- 中根知村 ← 杉之当村、余所村、西山村、蒲池村、上野山村、大工屋敷村、和泉村［一部を除く］、栗山村
- 上根知村 ← 大久保村、梶山村、別所村、大神堂村、山寺村、山口村、上横村、和泉村［一部］
- 小滝村 ← 小滝村、山之坊村、大所村
- 今井村 ← 岩木村、頭山村、西中村、中谷内村、西川原村、大谷内村、山本村
- 須沢村 ← 須沢村、今村新田
- 田海村 ← 田海村、寺地村［一部を除く］
- 青海村 ← 青海村、橋立村、寺地村［一部］
- 歌外波村 ← 歌村、外波村
- 市振村、上路村（それぞれ単独村制）

- 明治25年（1892年）10月21日 - 南能生村の一部（麦平・崩・柵口・西飛山）が分立して上能生村が発足。（3町36村）
- 明治30年（1897年）1月1日 - 郡制を施行。
- 明治34年（1901年）11月1日 - 下記の町村の統合が行われる。浦本村以外はいずれも新設合併。（3町17村）

- 鬼伏村が浦本村に編入。
- 糸魚川町 ← 糸魚川町、柳形村、奴奈川村
- 下早川村 ← 西早川村、北早川村、南早川村
- 上早川村 ← 東早川村、西山村、東山村
- 大和川村 ← 大和川村、梶屋敷村
- 西海村 ← 北西海村、南西海村
- 根知村 ← 上根知村、中根知村、下根知村
- 今井村 ← 今井村、須沢村
- 名立村（名立町とは別の自治体） ← 下名立村、上名立村
- 磯部村 ← 四ヶ所村、川崎村
- 青海村 ← 青海村、田海村
- 能生谷村 ← 東能生村、南能生村、上能生村、西能生村、中能生村

- 大正12年（1923年）3月31日 - 郡会が廃止。郡役所は存続。
- 大正15年（1926年）6月30日 - 郡役所が廃止。以降は地域区分名称となる[27]。
- 昭和2年（1927年）8月1日 - 青海村が町制施行して青海町となる。（4町16村）
- 昭和17年（1942年）
  - 4月1日 - 浦本村の一部（鬼伏）が木浦村に編入。
  - 7月1日 - 「西頸城地方事務所」が糸魚川町に設置され、本郡を管轄。
- 昭和29年（1954年）6月1日 - 糸魚川町・浦本村・下早川村・上早川村・大和川村・西海村・大野村・根知村・小滝村が合併して糸魚川市が発足し、郡より離脱。（3町8村）
  - 10月1日（3町1村）
    - 能生町・能生谷村・磯部村・木浦村が合併し、改めて能生町が発足。
    - 歌外波村・市振村・上路村が青海町に編入。
    - 今井村の一部（今村新田および須沢の一部）が青海町、残部（岩木・頭山・西中・中谷内・大谷内・西川原・山本および須沢の一部）が糸魚川市に分割編入。
- 昭和30年（1955年）11月1日 - 名立町・名立村が合併し、改めて名立町が発足。（3町）
- 平成17年（2005年）
  - 1月1日 - 名立町が上越市に編入。（2町）
  - 3月19日 - 能生町・青海町が糸魚川市と合併し、改めて糸魚川市が発足。同日西頸城郡消滅。

### 変遷表
| 明治以前     | 明治以前   | 明治初年 - 明治22年        | 明治初年 - 明治22年        | 明治初年 - 明治22年        | 明治22年 4月1日 町村制施行 | 明治22年 - 明治33年            | 明治34年 - 明治45年          | 大正元年 - 大正15年 | 昭和元年 - 昭和20年         | 昭和21年 - 昭和30年            | 昭和31年 - 昭和64年 | 平成元年 - 現在             | 現在     |
| ------------ | ---------- | -------------------------- | -------------------------- | -------------------------- | -------------------------- | ------------------------------ | ---------------------------- | ------------------- | --------------------------- | ------------------------------ | ------------------- | --------------------------- | -------- |
| 名立小泊村   | 名立小泊村 | 名立小泊村                 | 名立小泊村                 | 名立小泊村                 | 名立町                     | 名立町                         | 名立町                       | 名立町              | 名立町                      | 昭和30年11月1日 名立町         | 名立町              | 平成17年1月1日 上越市に編入 | 上越市   |
| 名立大町村   | 名立大町村 | 名立大町村                 | 名立大町村                 | 名立大町村                 | 名立町                     | 名立町                         | 名立町                       | 名立町              | 名立町                      | 昭和30年11月1日 名立町         | 名立町              | 平成17年1月1日 上越市に編入 | 上越市   |
| 坪山村       | 坪山村     | 坪山村                     | 坪山村                     | 坪山村                     | 名立町                     | 名立町                         | 名立町                       | 名立町              | 名立町                      | 昭和30年11月1日 名立町         | 名立町              | 平成17年1月1日 上越市に編入 | 上越市   |
| 赤ノ俣村     | 赤ノ俣村   | 赤ノ俣村                   | 赤ノ俣村                   | 赤ノ俣村                   | 名立町                     | 名立町                         | 名立町                       | 名立町              | 名立町                      | 昭和30年11月1日 名立町         | 名立町              | 平成17年1月1日 上越市に編入 | 上越市   |
| 大菅村       | 大菅村     | 大菅村                     | 大菅村                     | 大菅村                     | 下名立村                   | 下名立村                       | 明治34年11月1日 名立村       | 名立村              | 名立村                      | 昭和30年11月1日 名立町         | 名立町              | 平成17年1月1日 上越市に編入 | 上越市   |
| 谷口村       | 谷口村     | 谷口村                     | 谷口村                     | 谷口村                     | 下名立村                   | 下名立村                       | 明治34年11月1日 名立村       | 名立村              | 名立村                      | 昭和30年11月1日 名立町         | 名立町              | 平成17年1月1日 上越市に編入 | 上越市   |
| 躰畑村       | 躰畑村     | 躰畑村                     | 躰畑村                     | 躰畑村                     | 下名立村                   | 下名立村                       | 明治34年11月1日 名立村       | 名立村              | 名立村                      | 昭和30年11月1日 名立町         | 名立町              | 平成17年1月1日 上越市に編入 | 上越市   |
| 田野上村     | 田野上村   | 田野上村                   | 田野上村                   | 田野上村                   | 下名立村                   | 下名立村                       | 明治34年11月1日 名立村       | 名立村              | 名立村                      | 昭和30年11月1日 名立町         | 名立町              | 平成17年1月1日 上越市に編入 | 上越市   |
| 折居村       | 折居村     | 折居村                     | 折居村                     | 折居村                     | 下名立村                   | 下名立村                       | 明治34年11月1日 名立村       | 名立村              | 名立村                      | 昭和30年11月1日 名立町         | 名立町              | 平成17年1月1日 上越市に編入 | 上越市   |
| 丸田村       | 丸田村     | 丸田村                     | 丸田村                     | 丸田村                     | 下名立村                   | 下名立村                       | 明治34年11月1日 名立村       | 名立村              | 名立村                      | 昭和30年11月1日 名立町         | 名立町              | 平成17年1月1日 上越市に編入 | 上越市   |
| 池田村       | 池田村     | 池田村                     | 池田村                     | 池田村                     | 下名立村                   | 下名立村                       | 明治34年11月1日 名立村       | 名立村              | 名立村                      | 昭和30年11月1日 名立町         | 名立町              | 平成17年1月1日 上越市に編入 | 上越市   |
| 森村         | 森村       | 森村                       | 森村                       | 森村                       | 下名立村                   | 下名立村                       | 明治34年11月1日 名立村       | 名立村              | 名立村                      | 昭和30年11月1日 名立町         | 名立町              | 平成17年1月1日 上越市に編入 | 上越市   |
| 桂谷村       | 桂谷村     | 桂谷村                     | 桂谷村                     | 桂谷村                     | 下名立村                   | 下名立村                       | 明治34年11月1日 名立村       | 名立村              | 名立村                      | 昭和30年11月1日 名立町         | 名立町              | 平成17年1月1日 上越市に編入 | 上越市   |
| 濁沢村       | 濁沢村     | 濁沢村                     | 濁沢村                     | 濁沢村                     | 下名立村                   | 下名立村                       | 明治34年11月1日 名立村       | 名立村              | 名立村                      | 昭和30年11月1日 名立町         | 名立町              | 平成17年1月1日 上越市に編入 | 上越市   |
| 峠村         | 峠村       | 峠村                       | 峠村                       | 峠村                       | 下名立村                   | 下名立村                       | 明治34年11月1日 名立村       | 名立村              | 名立村                      | 昭和30年11月1日 名立町         | 名立町              | 平成17年1月1日 上越市に編入 | 上越市   |
| 車路村       | 車路村     | 車路村                     | 車路村                     | 明治20年 車路村            | 下名立村                   | 下名立村                       | 明治34年11月1日 名立村       | 名立村              | 名立村                      | 昭和30年11月1日 名立町         | 名立町              | 平成17年1月1日 上越市に編入 | 上越市   |
| 竹田新田     | 一部       | 竹田新田                   | 竹田新田                   | 明治20年 車路村            | 下名立村                   | 下名立村                       | 明治34年11月1日 名立村       | 名立村              | 名立村                      | 昭和30年11月1日 名立町         | 名立町              | 平成17年1月1日 上越市に編入 | 上越市   |
| 竹田新田     | 一部       | 竹田新田                   | 竹田新田                   | 明治20年 杉ノ瀬村          | 下名立村                   | 下名立村                       | 明治34年11月1日 名立村       | 名立村              | 名立村                      | 昭和30年11月1日 名立町         | 名立町              | 平成17年1月1日 上越市に編入 | 上越市   |
| 杉ノ瀬村     | 杉ノ瀬村   | 杉ノ瀬村                   | 杉ノ瀬村                   | 明治20年 杉ノ瀬村          | 下名立村                   | 下名立村                       | 明治34年11月1日 名立村       | 名立村              | 名立村                      | 昭和30年11月1日 名立町         | 名立町              | 平成17年1月1日 上越市に編入 | 上越市   |
| 竹田新田     | 一部       | 竹田新田                   | 竹田新田                   | 明治20年 東飛山村          | 上名立村                   | 上名立村                       | 明治34年11月1日 名立村       | 名立村              | 名立村                      | 昭和30年11月1日 名立町         | 名立町              | 平成17年1月1日 上越市に編入 | 上越市   |
| 飛山村       | 飛山村     | 明治12年 改称 東飛山村     | 明治18年 東飛山村          | 明治20年 東飛山村          | 上名立村                   | 上名立村                       | 明治34年11月1日 名立村       | 名立村              | 名立村                      | 昭和30年11月1日 名立町         | 名立町              | 平成17年1月1日 上越市に編入 | 上越市   |
| 瀬戸飛山新田 | 一部       | 瀬戸飛山新田               | 明治18年 東飛山村          | 明治20年 東飛山村          | 上名立村                   | 上名立村                       | 明治34年11月1日 名立村       | 名立村              | 名立村                      | 昭和30年11月1日 名立町         | 名立町              | 平成17年1月1日 上越市に編入 | 上越市   |
| 瀬戸飛山新田 | 一部       | 瀬戸飛山新田               | 明治18年 瀬戸村            | 明治18年 瀬戸村            | 上名立村                   | 上名立村                       | 明治34年11月1日 名立村       | 名立村              | 名立村                      | 昭和30年11月1日 名立町         | 名立町              | 平成17年1月1日 上越市に編入 | 上越市   |
| 瀬戸村       | 瀬戸村     | 瀬戸村                     | 明治18年 瀬戸村            | 明治18年 瀬戸村            | 上名立村                   | 上名立村                       | 明治34年11月1日 名立村       | 名立村              | 名立村                      | 昭和30年11月1日 名立町         | 名立町              | 平成17年1月1日 上越市に編入 | 上越市   |
| 小田島村     | 小田島村   | 小田島村                   | 小田島村                   | 小田島村                   | 上名立村                   | 上名立村                       | 明治34年11月1日 名立村       | 名立村              | 名立村                      | 昭和30年11月1日 名立町         | 名立町              | 平成17年1月1日 上越市に編入 | 上越市   |
| 西蒲生田村   | 西蒲生田村 | 西蒲生田村                 | 西蒲生田村                 | 西蒲生田村                 | 上名立村                   | 上名立村                       | 明治34年11月1日 名立村       | 名立村              | 名立村                      | 昭和30年11月1日 名立町         | 名立町              | 平成17年1月1日 上越市に編入 | 上越市   |
| 東蒲生田村   | 東蒲生田村 | 東蒲生田村                 | 東蒲生田村                 | 東蒲生田村                 | 上名立村                   | 上名立村                       | 明治34年11月1日 名立村       | 名立村              | 名立村                      | 昭和30年11月1日 名立町         | 名立町              | 平成17年1月1日 上越市に編入 | 上越市   |
| 折戸村       | 折戸村     | 折戸村                     | 折戸村                     | 折戸村                     | 上名立村                   | 上名立村                       | 明治34年11月1日 名立村       | 名立村              | 名立村                      | 昭和30年11月1日 名立町         | 名立町              | 平成17年1月1日 上越市に編入 | 上越市   |
| 平谷村       | 平谷村     | 平谷村                     | 平谷村                     | 平谷村                     | 上名立村                   | 上名立村                       | 明治34年11月1日 名立村       | 名立村              | 名立村                      | 昭和30年11月1日 名立町         | 名立町              | 平成17年1月1日 上越市に編入 | 上越市   |
| 能生町村     | 能生町村   | 能生町村                   | 能生町村                   | 能生町村                   | 能生町                     | 能生町                         | 能生町                       | 能生町              | 能生町                      | 昭和29年10月1日 能生町         | 能生町              | 平成17年3月19日 糸魚川市    | 糸魚川市 |
| 能生小泊村   | 能生小泊村 | 能生小泊村                 | 能生小泊村                 | 能生小泊村                 | 能生町                     | 能生町                         | 能生町                       | 能生町              | 能生町                      | 昭和29年10月1日 能生町         | 能生町              | 平成17年3月19日 糸魚川市    | 糸魚川市 |
| 鷲尾村       | 鷲尾村     | 鷲尾村                     | 鷲尾村                     | 鷲尾村                     | 東能生村                   | 東能生村                       | 明治34年11月1日 能生谷村     | 能生谷村            | 能生谷村                    | 昭和29年10月1日 能生町         | 能生町              | 平成17年3月19日 糸魚川市    | 糸魚川市 |
| 大道寺村     | 大道寺村   | 大道寺村                   | 大道寺村                   | 大道寺村                   | 東能生村                   | 東能生村                       | 明治34年11月1日 能生谷村     | 能生谷村            | 能生谷村                    | 昭和29年10月1日 能生町         | 能生町              | 平成17年3月19日 糸魚川市    | 糸魚川市 |
| 大王村       | 大王村     | 大王村                     | 大王村                     | 大王村                     | 東能生村                   | 東能生村                       | 明治34年11月1日 能生谷村     | 能生谷村            | 能生谷村                    | 昭和29年10月1日 能生町         | 能生町              | 平成17年3月19日 糸魚川市    | 糸魚川市 |
| 指塩村       | 指塩村     | 指塩村                     | 指塩村                     | 指塩村                     | 東能生村                   | 東能生村                       | 明治34年11月1日 能生谷村     | 能生谷村            | 能生谷村                    | 昭和29年10月1日 能生町         | 能生町              | 平成17年3月19日 糸魚川市    | 糸魚川市 |
| 中野口村     | 中野口村   | 中野口村                   | 中野口村                   | 中野口村                   | 東能生村                   | 東能生村                       | 明治34年11月1日 能生谷村     | 能生谷村            | 能生谷村                    | 昭和29年10月1日 能生町         | 能生町              | 平成17年3月19日 糸魚川市    | 糸魚川市 |
| 下倉村       | 下倉村     | 下倉村                     | 下倉村                     | 下倉村                     | 東能生村                   | 東能生村                       | 明治34年11月1日 能生谷村     | 能生谷村            | 能生谷村                    | 昭和29年10月1日 能生町         | 能生町              | 平成17年3月19日 糸魚川市    | 糸魚川市 |
| 高倉村       | 高倉村     | 高倉村                     | 高倉村                     | 高倉村                     | 東能生村                   | 東能生村                       | 明治34年11月1日 能生谷村     | 能生谷村            | 能生谷村                    | 昭和29年10月1日 能生町         | 能生町              | 平成17年3月19日 糸魚川市    | 糸魚川市 |
| 柱道村       | 一部       | 柱道村                     | 柱道村                     | 柱道村                     | 東能生村                   | 東能生村                       | 明治34年11月1日 能生谷村     | 能生谷村            | 能生谷村                    | 昭和29年10月1日 能生町         | 能生町              | 平成17年3月19日 糸魚川市    | 糸魚川市 |
| 柱道村       | 一部       | 柱道村                     | 柱道村                     | 柱道村                     | 中能生村                   | 中能生村                       | 明治34年11月1日 能生谷村     | 能生谷村            | 能生谷村                    | 昭和29年10月1日 能生町         | 能生町              | 平成17年3月19日 糸魚川市    | 糸魚川市 |
| 小見村       | 小見村     | 小見村                     | 小見村                     | 小見村                     | 中能生村                   | 中能生村                       | 明治34年11月1日 能生谷村     | 能生谷村            | 能生谷村                    | 昭和29年10月1日 能生町         | 能生町              | 平成17年3月19日 糸魚川市    | 糸魚川市 |
| 平村         | 平村       | 平村                       | 平村                       | 平村                       | 中能生村                   | 中能生村                       | 明治34年11月1日 能生谷村     | 能生谷村            | 能生谷村                    | 昭和29年10月1日 能生町         | 能生町              | 平成17年3月19日 糸魚川市    | 糸魚川市 |
| 島道村       | 島道村     | 島道村                     | 島道村                     | 島道村                     | 中能生村                   | 中能生村                       | 明治34年11月1日 能生谷村     | 能生谷村            | 能生谷村                    | 昭和29年10月1日 能生町         | 能生町              | 平成17年3月19日 糸魚川市    | 糸魚川市 |
| 桂村         | 桂村       | 桂村                       | 桂村                       | 桂村                       | 西能生村                   | 西能生村                       | 明治34年11月1日 能生谷村     | 能生谷村            | 能生谷村                    | 昭和29年10月1日 能生町         | 能生町              | 平成17年3月19日 糸魚川市    | 糸魚川市 |
| 鶉石村       | 鶉石村     | 鶉石村                     | 鶉石村                     | 鶉石村                     | 西能生村                   | 西能生村                       | 明治34年11月1日 能生谷村     | 能生谷村            | 能生谷村                    | 昭和29年10月1日 能生町         | 能生町              | 平成17年3月19日 糸魚川市    | 糸魚川市 |
| 寺山村       | 寺山村     | 寺山村                     | 寺山村                     | 寺山村                     | 西能生村                   | 西能生村                       | 明治34年11月1日 能生谷村     | 能生谷村            | 能生谷村                    | 昭和29年10月1日 能生町         | 能生町              | 平成17年3月19日 糸魚川市    | 糸魚川市 |
| 大平寺村     | 大平寺村   | 大平寺村                   | 大平寺村                   | 大平寺村                   | 西能生村                   | 西能生村                       | 明治34年11月1日 能生谷村     | 能生谷村            | 能生谷村                    | 昭和29年10月1日 能生町         | 能生町              | 平成17年3月19日 糸魚川市    | 糸魚川市 |
| 槙村         | 槙村       | 槙村                       | 槙村                       | 槙村                       | 南能生村                   | 南能生村                       | 明治34年11月1日 能生谷村     | 能生谷村            | 能生谷村                    | 昭和29年10月1日 能生町         | 能生町              | 平成17年3月19日 糸魚川市    | 糸魚川市 |
| 藤後村       | 藤後村     | 藤後村                     | 藤後村                     | 藤後村                     | 南能生村                   | 南能生村                       | 明治34年11月1日 能生谷村     | 能生谷村            | 能生谷村                    | 昭和29年10月1日 能生町         | 能生町              | 平成17年3月19日 糸魚川市    | 糸魚川市 |
| 川詰村       | 川詰村     | 川詰村                     | 川詰村                     | 川詰村                     | 南能生村                   | 南能生村                       | 明治34年11月1日 能生谷村     | 能生谷村            | 能生谷村                    | 昭和29年10月1日 能生町         | 能生町              | 平成17年3月19日 糸魚川市    | 糸魚川市 |
| 谷内村       | 谷内村     | 谷内村                     | 谷内村                     | 谷内村                     | 南能生村                   | 南能生村                       | 明治34年11月1日 能生谷村     | 能生谷村            | 能生谷村                    | 昭和29年10月1日 能生町         | 能生町              | 平成17年3月19日 糸魚川市    | 糸魚川市 |
| 溝尾村       | 溝尾村     | 溝尾村                     | 溝尾村                     | 溝尾村                     | 南能生村                   | 南能生村                       | 明治34年11月1日 能生谷村     | 能生谷村            | 能生谷村                    | 昭和29年10月1日 能生町         | 能生町              | 平成17年3月19日 糸魚川市    | 糸魚川市 |
| 須川村       | 須川村     | 須川村                     | 須川村                     | 須川村                     | 南能生村                   | 南能生村                       | 明治34年11月1日 能生谷村     | 能生谷村            | 能生谷村                    | 昭和29年10月1日 能生町         | 能生町              | 平成17年3月19日 糸魚川市    | 糸魚川市 |
| 物出村       | 物出村     | 物出村                     | 物出村                     | 物出村                     | 南能生村                   | 南能生村                       | 明治34年11月1日 能生谷村     | 能生谷村            | 能生谷村                    | 昭和29年10月1日 能生町         | 能生町              | 平成17年3月19日 糸魚川市    | 糸魚川市 |
| 田麦平村     | 田麦平村   | 田麦平村                   | 田麦平村                   | 田麦平村                   | 南能生村                   | 明治25年10月21日 分立 上能生村 | 明治34年11月1日 能生谷村     | 能生谷村            | 能生谷村                    | 昭和29年10月1日 能生町         | 能生町              | 平成17年3月19日 糸魚川市    | 糸魚川市 |
| 崩村         | 崩村       | 崩村                       | 崩村                       | 崩村                       | 南能生村                   | 明治25年10月21日 分立 上能生村 | 明治34年11月1日 能生谷村     | 能生谷村            | 能生谷村                    | 昭和29年10月1日 能生町         | 能生町              | 平成17年3月19日 糸魚川市    | 糸魚川市 |
| 柵口村       | 柵口村     | 柵口村                     | 柵口村                     | 柵口村                     | 南能生村                   | 明治25年10月21日 分立 上能生村 | 明治34年11月1日 能生谷村     | 能生谷村            | 能生谷村                    | 昭和29年10月1日 能生町         | 能生町              | 平成17年3月19日 糸魚川市    | 糸魚川市 |
| 飛山村       | 飛山村     | 明治12年 改称 西飛山村     | 明治12年 改称 西飛山村     | 明治12年 改称 西飛山村     | 南能生村                   | 明治25年10月21日 分立 上能生村 | 明治34年11月1日 能生谷村     | 能生谷村            | 能生谷村                    | 昭和29年10月1日 能生町         | 能生町              | 平成17年3月19日 糸魚川市    | 糸魚川市 |
| 筒石村       | 筒石村     | 明治9年 筒石村             | 明治9年 筒石村             | 明治9年 筒石村             | 四ヶ所村                   | 四ヶ所村                       | 明治34年11月1日 磯部村       | 磯部村              | 磯部村                      | 昭和29年10月1日 能生町         | 能生町              | 平成17年3月19日 糸魚川市    | 糸魚川市 |
| 筒石新田     |            | 明治9年 筒石村             | 明治9年 筒石村             | 明治9年 筒石村             | 四ヶ所村                   | 四ヶ所村                       | 明治34年11月1日 磯部村       | 磯部村              | 磯部村                      | 昭和29年10月1日 能生町         | 能生町              | 平成17年3月19日 糸魚川市    | 糸魚川市 |
| 徳合村       | 徳合村     | 徳合村                     | 徳合村                     | 徳合村                     | 四ヶ所村                   | 四ヶ所村                       | 明治34年11月1日 磯部村       | 磯部村              | 磯部村                      | 昭和29年10月1日 能生町         | 能生町              | 平成17年3月19日 糸魚川市    | 糸魚川市 |
| 仙納村       | 仙納村     | 仙納村                     | 仙納村                     | 仙納村                     | 四ヶ所村                   | 四ヶ所村                       | 明治34年11月1日 磯部村       | 磯部村              | 磯部村                      | 昭和29年10月1日 能生町         | 能生町              | 平成17年3月19日 糸魚川市    | 糸魚川市 |
| 空熊新田     | 空熊新田   | 空熊新田                   | 空熊新田                   | 空熊新田                   | 四ヶ所村                   | 四ヶ所村                       | 明治34年11月1日 磯部村       | 磯部村              | 磯部村                      | 昭和29年10月1日 能生町         | 能生町              | 平成17年3月19日 糸魚川市    | 糸魚川市 |
| 百川村       | 百川村     | 百川村                     | 百川村                     | 百川村                     | 川崎村                     | 川崎村                         | 明治34年11月1日 磯部村       | 磯部村              | 磯部村                      | 昭和29年10月1日 能生町         | 能生町              | 平成17年3月19日 糸魚川市    | 糸魚川市 |
| 藤崎村       | 藤崎村     | 藤崎村                     | 藤崎村                     | 藤崎村                     | 川崎村                     | 川崎村                         | 明治34年11月1日 磯部村       | 磯部村              | 磯部村                      | 昭和29年10月1日 能生町         | 能生町              | 平成17年3月19日 糸魚川市    | 糸魚川市 |
| 大洞村       | 大洞村     | 大洞村                     | 大洞村                     | 大洞村                     | 川崎村                     | 川崎村                         | 明治34年11月1日 磯部村       | 磯部村              | 磯部村                      | 昭和29年10月1日 能生町         | 能生町              | 平成17年3月19日 糸魚川市    | 糸魚川市 |
| 木浦村       | 木浦村     | 木浦村                     | 木浦村                     | 木浦村                     | 木浦村                     | 木浦村                         | 木浦村                       | 木浦村              | 木浦村                      | 昭和29年10月1日 能生町         | 能生町              | 平成17年3月19日 糸魚川市    | 糸魚川市 |
| 鬼舞村       | 鬼舞村     | 鬼舞村                     | 鬼舞村                     | 鬼舞村                     | 木浦村                     | 木浦村                         | 木浦村                       | 木浦村              | 木浦村                      | 昭和29年10月1日 能生町         | 能生町              | 平成17年3月19日 糸魚川市    | 糸魚川市 |
| 鬼伏村       | 鬼伏村     | 鬼伏村                     | 鬼伏村                     | 鬼伏村                     | 鬼伏村                     | 鬼伏村                         | 明治34年11月1日 浦本村に編入 | 浦本村              | 昭和17年4月1日 木浦村に編入 | 昭和29年10月1日 能生町         | 能生町              | 平成17年3月19日 糸魚川市    | 糸魚川市 |
| 間脇村       | 間脇村     | 間脇村                     | 間脇村                     | 間脇村                     | 浦本村                     | 浦本村                         | 浦本村                       | 浦本村              | 浦本村                      | 昭和29年6月1日 糸魚川市        | 糸魚川市            | 平成17年3月19日 糸魚川市    | 糸魚川市 |
| 中浜村       | 中浜村     | 中浜村                     | 中浜村                     | 中浜村                     | 浦本村                     | 浦本村                         | 浦本村                       | 浦本村              | 浦本村                      | 昭和29年6月1日 糸魚川市        | 糸魚川市            | 平成17年3月19日 糸魚川市    | 糸魚川市 |
| 中宿村       | 中宿村     | 中宿村                     | 中宿村                     | 中宿村                     | 浦本村                     | 浦本村                         | 浦本村                       | 浦本村              | 浦本村                      | 昭和29年6月1日 糸魚川市        | 糸魚川市            | 平成17年3月19日 糸魚川市    | 糸魚川市 |
| 寺町         | 寺町       | 明治初年 改称 糸魚川寺町   | 明治初年 改称 糸魚川寺町   | 明治初年 改称 糸魚川寺町   | 糸魚川町                   | 糸魚川町                       | 明治34年11月1日 糸魚川町     | 糸魚川町            | 糸魚川町                    | 昭和29年6月1日 糸魚川市        | 糸魚川市            | 平成17年3月19日 糸魚川市    | 糸魚川市 |
| 大町         | 大町       | 明治初年 改称 糸魚川大町   | 明治初年 改称 糸魚川大町   | 明治初年 改称 糸魚川大町   | 糸魚川町                   | 糸魚川町                       | 明治34年11月1日 糸魚川町     | 糸魚川町            | 糸魚川町                    | 昭和29年6月1日 糸魚川市        | 糸魚川市            | 平成17年3月19日 糸魚川市    | 糸魚川市 |
| 新屋町       | 新屋町     | 明治初年 改称 糸魚川新屋町 | 明治初年 改称 糸魚川新屋町 | 明治初年 改称 糸魚川新屋町 | 糸魚川町                   | 糸魚川町                       | 明治34年11月1日 糸魚川町     | 糸魚川町            | 糸魚川町                    | 昭和29年6月1日 糸魚川市        | 糸魚川市            | 平成17年3月19日 糸魚川市    | 糸魚川市 |
| 七間町       | 七間町     | 明治初年 改称 糸魚川七間町 | 明治初年 改称 糸魚川七間町 | 明治初年 改称 糸魚川七間町 | 糸魚川町                   | 糸魚川町                       | 明治34年11月1日 糸魚川町     | 糸魚川町            | 糸魚川町                    | 昭和29年6月1日 糸魚川市        | 糸魚川市            | 平成17年3月19日 糸魚川市    | 糸魚川市 |
| 横町         | 横町       | 明治初年 改称 糸魚川横町   | 明治初年 改称 糸魚川横町   | 明治初年 改称 糸魚川横町   | 糸魚川町                   | 糸魚川町                       | 明治34年11月1日 糸魚川町     | 糸魚川町            | 糸魚川町                    | 昭和29年6月1日 糸魚川市        | 糸魚川市            | 平成17年3月19日 糸魚川市    | 糸魚川市 |
| 新田町       | 新田町     | 明治初年 改称 糸魚川新田町 | 明治初年 改称 糸魚川新田町 | 明治初年 改称 糸魚川新田町 | 糸魚川町                   | 糸魚川町                       | 明治34年11月1日 糸魚川町     | 糸魚川町            | 糸魚川町                    | 昭和29年6月1日 糸魚川市        | 糸魚川市            | 平成17年3月19日 糸魚川市    | 糸魚川市 |
| 鉄砲町       | 鉄砲町     | 明治初年 改称 糸魚川鉄砲町 | 明治初年 改称 糸魚川鉄砲町 | 明治初年 改称 糸魚川鉄砲町 | 糸魚川町                   | 糸魚川町                       | 明治34年11月1日 糸魚川町     | 糸魚川町            | 糸魚川町                    | 昭和29年6月1日 糸魚川市        | 糸魚川市            | 平成17年3月19日 糸魚川市    | 糸魚川市 |
| 押上村       | 押上村     | 押上村                     | 押上村                     | 押上村                     | 柳形村                     | 柳形村                         | 明治34年11月1日 糸魚川町     | 糸魚川町            | 糸魚川町                    | 昭和29年6月1日 糸魚川市        | 糸魚川市            | 平成17年3月19日 糸魚川市    | 糸魚川市 |
| 一之宮村     | 一之宮村   | 一之宮村                   | 一之宮村                   | 一之宮村                   | 柳形村                     | 柳形村                         | 明治34年11月1日 糸魚川町     | 糸魚川町            | 糸魚川町                    | 昭和29年6月1日 糸魚川市        | 糸魚川市            | 平成17年3月19日 糸魚川市    | 糸魚川市 |
| 蓮台寺村     | 蓮台寺村   | 蓮台寺村                   | 蓮台寺村                   | 蓮台寺村                   | 柳形村                     | 柳形村                         | 明治34年11月1日 糸魚川町     | 糸魚川町            | 糸魚川町                    | 昭和29年6月1日 糸魚川市        | 糸魚川市            | 平成17年3月19日 糸魚川市    | 糸魚川市 |
| 上刈村       | 上刈村     | 上刈村                     | 上刈村                     | 上刈村                     | 奴奈川村                   | 奴奈川村                       | 明治34年11月1日 糸魚川町     | 糸魚川町            | 糸魚川町                    | 昭和29年6月1日 糸魚川市        | 糸魚川市            | 平成17年3月19日 糸魚川市    | 糸魚川市 |
| 寺島村       | 寺島村     | 寺島村                     | 寺島村                     | 寺島村                     | 奴奈川村                   | 奴奈川村                       | 明治34年11月1日 糸魚川町     | 糸魚川町            | 糸魚川町                    | 昭和29年6月1日 糸魚川市        | 糸魚川市            | 平成17年3月19日 糸魚川市    | 糸魚川市 |
| 小上覚村     | 小上覚村   | 明治10年 上覚村            | 明治10年 上覚村            | 明治10年 上覚村            | 西早川村                   | 西早川村                       | 明治34年11月1日 下早川村     | 下早川村            | 下早川村                    | 昭和29年6月1日 糸魚川市        | 糸魚川市            | 平成17年3月19日 糸魚川市    | 糸魚川市 |
| 大上覚村     |            | 明治10年 上覚村            | 明治10年 上覚村            | 明治10年 上覚村            | 西早川村                   | 西早川村                       | 明治34年11月1日 下早川村     | 下早川村            | 下早川村                    | 昭和29年6月1日 糸魚川市        | 糸魚川市            | 平成17年3月19日 糸魚川市    | 糸魚川市 |
| 谷内村       | 谷内村     | 明治12年 改称 西谷内村     | 明治12年 改称 西谷内村     | 明治12年 改称 西谷内村     | 西早川村                   | 西早川村                       | 明治34年11月1日 下早川村     | 下早川村            | 下早川村                    | 昭和29年6月1日 糸魚川市        | 糸魚川市            | 平成17年3月19日 糸魚川市    | 糸魚川市 |
| 川原村       | 川原村     | 明治12年 改称 東川原村     | 明治12年 改称 東川原村     | 明治12年 改称 東川原村     | 西早川村                   | 西早川村                       | 明治34年11月1日 下早川村     | 下早川村            | 下早川村                    | 昭和29年6月1日 糸魚川市        | 糸魚川市            | 平成17年3月19日 糸魚川市    | 糸魚川市 |
| 日光寺村     | 日光寺村   | 日光寺村                   | 日光寺村                   | 日光寺村                   | 西早川村                   | 西早川村                       | 明治34年11月1日 下早川村     | 下早川村            | 下早川村                    | 昭和29年6月1日 糸魚川市        | 糸魚川市            | 平成17年3月19日 糸魚川市    | 糸魚川市 |
| 滝川原村     | 滝川原村   | 滝川原村                   | 滝川原村                   | 滝川原村                   | 西早川村                   | 西早川村                       | 明治34年11月1日 下早川村     | 下早川村            | 下早川村                    | 昭和29年6月1日 糸魚川市        | 糸魚川市            | 平成17年3月19日 糸魚川市    | 糸魚川市 |
| 新町村       | 新町村     | 新町村                     | 新町村                     | 新町村                     | 西早川村                   | 西早川村                       | 明治34年11月1日 下早川村     | 下早川村            | 下早川村                    | 昭和29年6月1日 糸魚川市        | 糸魚川市            | 平成17年3月19日 糸魚川市    | 糸魚川市 |
| 四ツ屋村     | 四ツ屋村   | 四ツ屋村                   | 四ツ屋村                   | 四ツ屋村                   | 西早川村                   | 西早川村                       | 明治34年11月1日 下早川村     | 下早川村            | 下早川村                    | 昭和29年6月1日 糸魚川市        | 糸魚川市            | 平成17年3月19日 糸魚川市    | 糸魚川市 |
| 清水山村     | 清水山村   | 清水山村                   | 清水山村                   | 清水山村                   | 西早川村                   | 西早川村                       | 明治34年11月1日 下早川村     | 下早川村            | 下早川村                    | 昭和29年6月1日 糸魚川市        | 糸魚川市            | 平成17年3月19日 糸魚川市    | 糸魚川市 |
| 下出村       | 下出村     | 下出村                     | 下出村                     | 下出村                     | 西早川村                   | 西早川村                       | 明治34年11月1日 下早川村     | 下早川村            | 下早川村                    | 昭和29年6月1日 糸魚川市        | 糸魚川市            | 平成17年3月19日 糸魚川市    | 糸魚川市 |
| 上出村       | 上出村     | 上出村                     | 上出村                     | 上出村                     | 西早川村                   | 西早川村                       | 明治34年11月1日 下早川村     | 下早川村            | 下早川村                    | 昭和29年6月1日 糸魚川市        | 糸魚川市            | 平成17年3月19日 糸魚川市    | 糸魚川市 |
| 田屋村       | 田屋村     | 田屋村                     | 田屋村                     | 田屋村                     | 北早川村                   | 北早川村                       | 明治34年11月1日 下早川村     | 下早川村            | 下早川村                    | 昭和29年6月1日 糸魚川市        | 糸魚川市            | 平成17年3月19日 糸魚川市    | 糸魚川市 |
| 道明村       | 道明村     | 道明村                     | 道明村                     | 道明村                     | 北早川村                   | 北早川村                       | 明治34年11月1日 下早川村     | 下早川村            | 下早川村                    | 昭和29年6月1日 糸魚川市        | 糸魚川市            | 平成17年3月19日 糸魚川市    | 糸魚川市 |
| 東海村       | 東海村     | 東海村                     | 東海村                     | 東海村                     | 北早川村                   | 北早川村                       | 明治34年11月1日 下早川村     | 下早川村            | 下早川村                    | 昭和29年6月1日 糸魚川市        | 糸魚川市            | 平成17年3月19日 糸魚川市    | 糸魚川市 |
| 堀切村       | 堀切村     | 堀切村                     | 堀切村                     | 堀切村                     | 北早川村                   | 北早川村                       | 明治34年11月1日 下早川村     | 下早川村            | 下早川村                    | 昭和29年6月1日 糸魚川市        | 糸魚川市            | 平成17年3月19日 糸魚川市    | 糸魚川市 |
| 谷根村       | 谷根村     | 谷根村                     | 谷根村                     | 谷根村                     | 南早川村                   | 南早川村                       | 明治34年11月1日 下早川村     | 下早川村            | 下早川村                    | 昭和29年6月1日 糸魚川市        | 糸魚川市            | 平成17年3月19日 糸魚川市    | 糸魚川市 |
| 西塚村       | 西塚村     | 西塚村                     | 西塚村                     | 西塚村                     | 南早川村                   | 南早川村                       | 明治34年11月1日 下早川村     | 下早川村            | 下早川村                    | 昭和29年6月1日 糸魚川市        | 糸魚川市            | 平成17年3月19日 糸魚川市    | 糸魚川市 |
| 東塚村       | 東塚村     | 東塚村                     | 東塚村                     | 東塚村                     | 南早川村                   | 南早川村                       | 明治34年11月1日 下早川村     | 下早川村            | 下早川村                    | 昭和29年6月1日 糸魚川市        | 糸魚川市            | 平成17年3月19日 糸魚川市    | 糸魚川市 |
| 五十原村     | 五十原村   | 五十原村                   | 五十原村                   | 五十原村                   | 南早川村                   | 南早川村                       | 明治34年11月1日 下早川村     | 下早川村            | 下早川村                    | 昭和29年6月1日 糸魚川市        | 糸魚川市            | 平成17年3月19日 糸魚川市    | 糸魚川市 |
| 土塩村       | 土塩村     | 土塩村                     | 明治18年 土塩村            | 明治18年 土塩村            | 東早川村                   | 東早川村                       | 明治34年11月1日 上早川村     | 上早川村            | 上早川村                    | 昭和29年6月1日 糸魚川市        | 糸魚川市            | 平成17年3月19日 糸魚川市    | 糸魚川市 |
| 笹倉新田     | 笹倉新田   | 笹倉新田                   | 明治18年 土塩村            | 明治18年 土塩村            | 東早川村                   | 東早川村                       | 明治34年11月1日 上早川村     | 上早川村            | 上早川村                    | 昭和29年6月1日 糸魚川市        | 糸魚川市            | 平成17年3月19日 糸魚川市    | 糸魚川市 |
| 越村         | 越村       | 越村                       | 越村                       | 越村                       | 東早川村                   | 東早川村                       | 明治34年11月1日 上早川村     | 上早川村            | 上早川村                    | 昭和29年6月1日 糸魚川市        | 糸魚川市            | 平成17年3月19日 糸魚川市    | 糸魚川市 |
| 宮ノ平村     | 宮ノ平村   | 宮ノ平村                   | 宮ノ平村                   | 宮ノ平村                   | 東早川村                   | 東早川村                       | 明治34年11月1日 上早川村     | 上早川村            | 上早川村                    | 昭和29年6月1日 糸魚川市        | 糸魚川市            | 平成17年3月19日 糸魚川市    | 糸魚川市 |
| 中野村       | 中野村     | 中野村                     | 中野村                     | 中野村                     | 東早川村                   | 東早川村                       | 明治34年11月1日 上早川村     | 上早川村            | 上早川村                    | 昭和29年6月1日 糸魚川市        | 糸魚川市            | 平成17年3月19日 糸魚川市    | 糸魚川市 |
| 中林村       | 中林村     | 中林村                     | 中林村                     | 中林村                     | 東早川村                   | 東早川村                       | 明治34年11月1日 上早川村     | 上早川村            | 上早川村                    | 昭和29年6月1日 糸魚川市        | 糸魚川市            | 平成17年3月19日 糸魚川市    | 糸魚川市 |
| 坪野村       | 坪野村     | 坪野村                     | 坪野村                     | 坪野村                     | 東早川村                   | 東早川村                       | 明治34年11月1日 上早川村     | 上早川村            | 上早川村                    | 昭和29年6月1日 糸魚川市        | 糸魚川市            | 平成17年3月19日 糸魚川市    | 糸魚川市 |
| 猿倉村       | 猿倉村     | 猿倉村                     | 猿倉村                     | 猿倉村                     | 東早川村                   | 東早川村                       | 明治34年11月1日 上早川村     | 上早川村            | 上早川村                    | 昭和29年6月1日 糸魚川市        | 糸魚川市            | 平成17年3月19日 糸魚川市    | 糸魚川市 |
| 吹原村       | 吹原村     | 吹原村                     | 吹原村                     | 吹原村                     | 東早川村                   | 東早川村                       | 明治34年11月1日 上早川村     | 上早川村            | 上早川村                    | 昭和29年6月1日 糸魚川市        | 糸魚川市            | 平成17年3月19日 糸魚川市    | 糸魚川市 |
| 砂場村       | 砂場村     | 砂場村                     | 砂場村                     | 砂場村                     | 西山村                     | 西山村                         | 明治34年11月1日 上早川村     | 上早川村            | 上早川村                    | 昭和29年6月1日 糸魚川市        | 糸魚川市            | 平成17年3月19日 糸魚川市    | 糸魚川市 |
| 北山村       | 北山村     | 北山村                     | 北山村                     | 北山村                     | 西山村                     | 西山村                         | 明治34年11月1日 上早川村     | 上早川村            | 上早川村                    | 昭和29年6月1日 糸魚川市        | 糸魚川市            | 平成17年3月19日 糸魚川市    | 糸魚川市 |
| 角間村       | 角間村     | 角間村                     | 角間村                     | 角間村                     | 西山村                     | 西山村                         | 明治34年11月1日 上早川村     | 上早川村            | 上早川村                    | 昭和29年6月1日 糸魚川市        | 糸魚川市            | 平成17年3月19日 糸魚川市    | 糸魚川市 |
| 大平村       | 大平村     | 大平村                     | 大平村                     | 大平村                     | 東山村                     | 東山村                         | 明治34年11月1日 上早川村     | 上早川村            | 上早川村                    | 昭和29年6月1日 糸魚川市        | 糸魚川市            | 平成17年3月19日 糸魚川市    | 糸魚川市 |
| 土倉村       | 土倉村     | 土倉村                     | 土倉村                     | 土倉村                     | 東山村                     | 東山村                         | 明治34年11月1日 上早川村     | 上早川村            | 上早川村                    | 昭和29年6月1日 糸魚川市        | 糸魚川市            | 平成17年3月19日 糸魚川市    | 糸魚川市 |
| 中川原新田   | 中川原新田 | 中川原新田                 | 中川原新田                 | 中川原新田                 | 東山村                     | 東山村                         | 明治34年11月1日 上早川村     | 上早川村            | 上早川村                    | 昭和29年6月1日 糸魚川市        | 糸魚川市            | 平成17年3月19日 糸魚川市    | 糸魚川市 |
| 平牛村       | 平牛村     | 平牛村                     | 平牛村                     | 平牛村                     | 北西海村                   | 北西海村                       | 明治34年11月1日 西海村       | 西海村              | 西海村                      | 昭和29年6月1日 糸魚川市        | 糸魚川市            | 平成17年3月19日 糸魚川市    | 糸魚川市 |
| 羽生村       | 羽生村     | 羽生村                     | 羽生村                     | 羽生村                     | 北西海村                   | 北西海村                       | 明治34年11月1日 西海村       | 西海村              | 西海村                      | 昭和29年6月1日 糸魚川市        | 糸魚川市            | 平成17年3月19日 糸魚川市    | 糸魚川市 |
| 成沢村       | 成沢村     | 成沢村                     | 成沢村                     | 成沢村                     | 北西海村                   | 北西海村                       | 明治34年11月1日 西海村       | 西海村              | 西海村                      | 昭和29年6月1日 糸魚川市        | 糸魚川市            | 平成17年3月19日 糸魚川市    | 糸魚川市 |
| 真光寺村     | 真光寺村   | 明治9年 真光寺村           | 明治9年 真光寺村           | 明治9年 真光寺村           | 北西海村                   | 北西海村                       | 明治34年11月1日 西海村       | 西海村              | 西海村                      | 昭和29年6月1日 糸魚川市        | 糸魚川市            | 平成17年3月19日 糸魚川市    | 糸魚川市 |
| 真光寺村     |            | 明治9年 真光寺村           | 明治9年 真光寺村           | 明治9年 真光寺村           | 北西海村                   | 北西海村                       | 明治34年11月1日 西海村       | 西海村              | 西海村                      | 昭和29年6月1日 糸魚川市        | 糸魚川市            | 平成17年3月19日 糸魚川市    | 糸魚川市 |
| 水保村       | 水保村     | 水保村                     | 水保村                     | 水保村                     | 南西海村                   | 南西海村                       | 明治34年11月1日 西海村       | 西海村              | 西海村                      | 昭和29年6月1日 糸魚川市        | 糸魚川市            | 平成17年3月19日 糸魚川市    | 糸魚川市 |
| 田中村       | 田中村     | 田中村                     | 田中村                     | 田中村                     | 南西海村                   | 南西海村                       | 明治34年11月1日 西海村       | 西海村              | 西海村                      | 昭和29年6月1日 糸魚川市        | 糸魚川市            | 平成17年3月19日 糸魚川市    | 糸魚川市 |
| 川島村       | 川島村     | 川島村                     | 川島村                     | 川島村                     | 南西海村                   | 南西海村                       | 明治34年11月1日 西海村       | 西海村              | 西海村                      | 昭和29年6月1日 糸魚川市        | 糸魚川市            | 平成17年3月19日 糸魚川市    | 糸魚川市 |
| 道平村       | 道平村     | 道平村                     | 道平村                     | 道平村                     | 南西海村                   | 南西海村                       | 明治34年11月1日 西海村       | 西海村              | 西海村                      | 昭和29年6月1日 糸魚川市        | 糸魚川市            | 平成17年3月19日 糸魚川市    | 糸魚川市 |
| 釜沢村       | 釜沢村     | 釜沢村                     | 釜沢村                     | 釜沢村                     | 南西海村                   | 南西海村                       | 明治34年11月1日 西海村       | 西海村              | 西海村                      | 昭和29年6月1日 糸魚川市        | 糸魚川市            | 平成17年3月19日 糸魚川市    | 糸魚川市 |
| 粟倉村       | 粟倉村     | 粟倉村                     | 粟倉村                     | 粟倉村                     | 南西海村                   | 南西海村                       | 明治34年11月1日 西海村       | 西海村              | 西海村                      | 昭和29年6月1日 糸魚川市        | 糸魚川市            | 平成17年3月19日 糸魚川市    | 糸魚川市 |
| 市野々村     | 市野々村   | 市野々村                   | 市野々村                   | 市野々村                   | 南西海村                   | 南西海村                       | 明治34年11月1日 西海村       | 西海村              | 西海村                      | 昭和29年6月1日 糸魚川市        | 糸魚川市            | 平成17年3月19日 糸魚川市    | 糸魚川市 |
| 御前山村     | 御前山村   | 御前山村                   | 御前山村                   | 御前山村                   | 南西海村                   | 南西海村                       | 明治34年11月1日 西海村       | 西海村              | 西海村                      | 昭和29年6月1日 糸魚川市        | 糸魚川市            | 平成17年3月19日 糸魚川市    | 糸魚川市 |
| 来海沢村     | 来海沢村   | 来海沢村                   | 来海沢村                   | 来海沢村                   | 南西海村                   | 南西海村                       | 明治34年11月1日 西海村       | 西海村              | 西海村                      | 昭和29年6月1日 糸魚川市        | 糸魚川市            | 平成17年3月19日 糸魚川市    | 糸魚川市 |
| 真木村       | 真木村     | 真木村                     | 真木村                     | 真木村                     | 南西海村                   | 南西海村                       | 明治34年11月1日 西海村       | 西海村              | 西海村                      | 昭和29年6月1日 糸魚川市        | 糸魚川市            | 平成17年3月19日 糸魚川市    | 糸魚川市 |
| 中村         | 中村       | 明治12年 改称 東中村       | 明治12年 改称 東中村       | 明治12年 改称 東中村       | 下根知村                   | 下根知村                       | 明治34年11月1日 根知村       | 根知村              | 根知村                      | 昭和29年6月1日 糸魚川市        | 糸魚川市            | 平成17年3月19日 糸魚川市    | 糸魚川市 |
| 根小屋村     | 根小屋村   | 根小屋村                   | 明治19年 根小屋村          | 明治19年 根小屋村          | 下根知村                   | 下根知村                       | 明治34年11月1日 根知村       | 根知村              | 根知村                      | 昭和29年6月1日 糸魚川市        | 糸魚川市            | 平成17年3月19日 糸魚川市    | 糸魚川市 |
| 稲荷新田     | 稲荷新田   | 稲荷新田                   | 明治19年 根小屋村          | 明治19年 根小屋村          | 下根知村                   | 下根知村                       | 明治34年11月1日 根知村       | 根知村              | 根知村                      | 昭和29年6月1日 糸魚川市        | 糸魚川市            | 平成17年3月19日 糸魚川市    | 糸魚川市 |
| 上野村       | 上野村     | 上野村                     | 明治19年 上野村            | 明治19年 上野村            | 下根知村                   | 下根知村                       | 明治34年11月1日 根知村       | 根知村              | 根知村                      | 昭和29年6月1日 糸魚川市        | 糸魚川市            | 平成17年3月19日 糸魚川市    | 糸魚川市 |
| 下沢村       | 下沢村     | 下沢村                     | 明治19年 上野村            | 明治19年 上野村            | 下根知村                   | 下根知村                       | 明治34年11月1日 根知村       | 根知村              | 根知村                      | 昭和29年6月1日 糸魚川市        | 糸魚川市            | 平成17年3月19日 糸魚川市    | 糸魚川市 |
| 杉之当村     | 杉之当村   | 杉之当村                   | 杉之当村                   | 杉之当村                   | 中根知村                   | 中根知村                       | 明治34年11月1日 根知村       | 根知村              | 根知村                      | 昭和29年6月1日 糸魚川市        | 糸魚川市            | 平成17年3月19日 糸魚川市    | 糸魚川市 |
| 余所村       | 余所村     | 余所村                     | 余所村                     | 余所村                     | 中根知村                   | 中根知村                       | 明治34年11月1日 根知村       | 根知村              | 根知村                      | 昭和29年6月1日 糸魚川市        | 糸魚川市            | 平成17年3月19日 糸魚川市    | 糸魚川市 |
| 西山村       | 西山村     | 西山村                     | 西山村                     | 西山村                     | 中根知村                   | 中根知村                       | 明治34年11月1日 根知村       | 根知村              | 根知村                      | 昭和29年6月1日 糸魚川市        | 糸魚川市            | 平成17年3月19日 糸魚川市    | 糸魚川市 |
| 蒲池村       | 蒲池村     | 蒲池村                     | 蒲池村                     | 蒲池村                     | 中根知村                   | 中根知村                       | 明治34年11月1日 根知村       | 根知村              | 根知村                      | 昭和29年6月1日 糸魚川市        | 糸魚川市            | 平成17年3月19日 糸魚川市    | 糸魚川市 |
| 上野山村     | 上野山村   | 上野山村                   | 上野山村                   | 上野山村                   | 中根知村                   | 中根知村                       | 明治34年11月1日 根知村       | 根知村              | 根知村                      | 昭和29年6月1日 糸魚川市        | 糸魚川市            | 平成17年3月19日 糸魚川市    | 糸魚川市 |
| 大工屋敷村   | 大工屋敷村 | 大工屋敷村                 | 大工屋敷村                 | 大工屋敷村                 | 中根知村                   | 中根知村                       | 明治34年11月1日 根知村       | 根知村              | 根知村                      | 昭和29年6月1日 糸魚川市        | 糸魚川市            | 平成17年3月19日 糸魚川市    | 糸魚川市 |
| 栗山村       | 栗山村     | 栗山村                     | 栗山村                     | 栗山村                     | 中根知村                   | 中根知村                       | 明治34年11月1日 根知村       | 根知村              | 根知村                      | 昭和29年6月1日 糸魚川市        | 糸魚川市            | 平成17年3月19日 糸魚川市    | 糸魚川市 |
| 和泉村       | 一部を除く | 和泉村                     | 和泉村                     | 和泉村                     | 中根知村                   | 中根知村                       | 明治34年11月1日 根知村       | 根知村              | 根知村                      | 昭和29年6月1日 糸魚川市        | 糸魚川市            | 平成17年3月19日 糸魚川市    | 糸魚川市 |
| 和泉村       | 一部       | 和泉村                     | 和泉村                     | 和泉村                     | 上根知村                   | 上根知村                       | 明治34年11月1日 根知村       | 根知村              | 根知村                      | 昭和29年6月1日 糸魚川市        | 糸魚川市            | 平成17年3月19日 糸魚川市    | 糸魚川市 |
| 山口村       | 山口村     | 山口村                     | 山口村                     | 山口村                     | 上根知村                   | 上根知村                       | 明治34年11月1日 根知村       | 根知村              | 根知村                      | 昭和29年6月1日 糸魚川市        | 糸魚川市            | 平成17年3月19日 糸魚川市    | 糸魚川市 |
| 山口村       | 山口村     | 山口村                     | 明治14年 分村 梶山村       |                            | 上根知村                   | 上根知村                       | 明治34年11月1日 根知村       | 根知村              | 根知村                      | 昭和29年6月1日 糸魚川市        | 糸魚川市            | 平成17年3月19日 糸魚川市    | 糸魚川市 |
| 大久保村     | 大久保村   | 大久保村                   | 大久保村                   | 大久保村                   | 上根知村                   | 上根知村                       | 明治34年11月1日 根知村       | 根知村              | 根知村                      | 昭和29年6月1日 糸魚川市        | 糸魚川市            | 平成17年3月19日 糸魚川市    | 糸魚川市 |
| 別所村       | 別所村     | 別所村                     | 別所村                     | 別所村                     | 上根知村                   | 上根知村                       | 明治34年11月1日 根知村       | 根知村              | 根知村                      | 昭和29年6月1日 糸魚川市        | 糸魚川市            | 平成17年3月19日 糸魚川市    | 糸魚川市 |
| 大神堂村     | 大神堂村   | 大神堂村                   | 大神堂村                   | 大神堂村                   | 上根知村                   | 上根知村                       | 明治34年11月1日 根知村       | 根知村              | 根知村                      | 昭和29年6月1日 糸魚川市        | 糸魚川市            | 平成17年3月19日 糸魚川市    | 糸魚川市 |
| 山寺村       | 山寺村     | 山寺村                     | 山寺村                     | 山寺村                     | 上根知村                   | 上根知村                       | 明治34年11月1日 根知村       | 根知村              | 根知村                      | 昭和29年6月1日 糸魚川市        | 糸魚川市            | 平成17年3月19日 糸魚川市    | 糸魚川市 |
| 横江村       | 横江村     | 横江村                     | 横江村                     | 明治20年 上横村            | 上根知村                   | 上根知村                       | 明治34年11月1日 根知村       | 根知村              | 根知村                      | 昭和29年6月1日 糸魚川市        | 糸魚川市            | 平成17年3月19日 糸魚川市    | 糸魚川市 |
| 上山村       | 上山村     | 上山村                     | 上山村                     | 明治20年 上横村            | 上根知村                   | 上根知村                       | 明治34年11月1日 根知村       | 根知村              | 根知村                      | 昭和29年6月1日 糸魚川市        | 糸魚川市            | 平成17年3月19日 糸魚川市    | 糸魚川市 |
| 小滝村       | 小滝村     | 小滝村                     | 小滝村                     | 小滝村                     | 小滝村                     | 小滝村                         | 小滝村                       | 小滝村              | 小滝村                      | 昭和29年6月1日 糸魚川市        | 糸魚川市            | 平成17年3月19日 糸魚川市    | 糸魚川市 |
| 山之坊村     | 山之坊村   | 山之坊村                   | 山之坊村                   | 山之坊村                   | 小滝村                     | 小滝村                         | 小滝村                       | 小滝村              | 小滝村                      | 昭和29年6月1日 糸魚川市        | 糸魚川市            | 平成17年3月19日 糸魚川市    | 糸魚川市 |
| 大所村       | 大所村     | 大所村                     | 大所村                     | 大所村                     | 小滝村                     | 小滝村                         | 小滝村                       | 小滝村              | 小滝村                      | 昭和29年6月1日 糸魚川市        | 糸魚川市            | 平成17年3月19日 糸魚川市    | 糸魚川市 |
| 大和川村     | 大和川村   | 大和川村                   | 大和川村                   | 大和川村                   | 大和川村                   | 大和川村                       | 明治34年11月1日 大和川村     | 大和川村            | 大和川村                    | 昭和29年6月1日 糸魚川市        | 糸魚川市            | 平成17年3月19日 糸魚川市    | 糸魚川市 |
| 田伏村       | 田伏村     | 田伏村                     | 田伏村                     | 田伏村                     | 大和川村                   | 大和川村                       | 明治34年11月1日 大和川村     | 大和川村            | 大和川村                    | 昭和29年6月1日 糸魚川市        | 糸魚川市            | 平成17年3月19日 糸魚川市    | 糸魚川市 |
| 竹ヶ花村     | 竹ヶ花村   | 竹ヶ花村                   | 竹ヶ花村                   | 竹ヶ花村                   | 大和川村                   | 大和川村                       | 明治34年11月1日 大和川村     | 大和川村            | 大和川村                    | 昭和29年6月1日 糸魚川市        | 糸魚川市            | 平成17年3月19日 糸魚川市    | 糸魚川市 |
| 厚田村       | 厚田村     | 厚田村                     | 厚田村                     | 厚田村                     | 大和川村                   | 大和川村                       | 明治34年11月1日 大和川村     | 大和川村            | 大和川村                    | 昭和29年6月1日 糸魚川市        | 糸魚川市            | 平成17年3月19日 糸魚川市    | 糸魚川市 |
| 梶屋敷村     | 梶屋敷村   | 明治初年 梶屋敷村          | 明治初年 梶屋敷村          | 明治初年 梶屋敷村          | 梶屋敷村                   | 梶屋敷村                       | 明治34年11月1日 大和川村     | 大和川村            | 大和川村                    | 昭和29年6月1日 糸魚川市        | 糸魚川市            | 平成17年3月19日 糸魚川市    | 糸魚川市 |
| 田屋梶屋敷村 |            | 明治初年 梶屋敷村          | 明治初年 梶屋敷村          | 明治初年 梶屋敷村          | 梶屋敷村                   | 梶屋敷村                       | 明治34年11月1日 大和川村     | 大和川村            | 大和川村                    | 昭和29年6月1日 糸魚川市        | 糸魚川市            | 平成17年3月19日 糸魚川市    | 糸魚川市 |
| 大野村       | 大野村     | 大野村                     | 大野村                     | 大野村                     | 大野村                     | 大野村                         | 大野村                       | 大野村              | 大野村                      | 昭和29年6月1日 糸魚川市        | 糸魚川市            | 平成17年3月19日 糸魚川市    | 糸魚川市 |
| 岩木村       | 岩木村     | 岩木村                     | 岩木村                     | 岩木村                     | 今井村                     | 今井村                         | 明治34年11月1日 今井村       | 今井村              | 今井村                      | 昭和29年10月1日 糸魚川市に編入 | 糸魚川市            | 平成17年3月19日 糸魚川市    | 糸魚川市 |
| 頭山村       | 頭山村     | 頭山村                     | 頭山村                     | 頭山村                     | 今井村                     | 今井村                         | 明治34年11月1日 今井村       | 今井村              | 今井村                      | 昭和29年10月1日 糸魚川市に編入 | 糸魚川市            | 平成17年3月19日 糸魚川市    | 糸魚川市 |
| 大谷内村     | 大谷内村   | 大谷内村                   | 大谷内村                   | 大谷内村                   | 今井村                     | 今井村                         | 明治34年11月1日 今井村       | 今井村              | 今井村                      | 昭和29年10月1日 糸魚川市に編入 | 糸魚川市            | 平成17年3月19日 糸魚川市    | 糸魚川市 |
| 中谷内村     | 中谷内村   | 中谷内村                   | 中谷内村                   | 中谷内村                   | 今井村                     | 今井村                         | 明治34年11月1日 今井村       | 今井村              | 今井村                      | 昭和29年10月1日 糸魚川市に編入 | 糸魚川市            | 平成17年3月19日 糸魚川市    | 糸魚川市 |
| 川原村       | 川原村     | 明治12年 改称 西川原村     | 明治12年 改称 西川原村     | 明治12年 改称 西川原村     | 今井村                     | 今井村                         | 明治34年11月1日 今井村       | 今井村              | 今井村                      | 昭和29年10月1日 糸魚川市に編入 | 糸魚川市            | 平成17年3月19日 糸魚川市    | 糸魚川市 |
| 中村         | 中村       | 明治12年 改称 西中村       | 明治12年 改称 西中村       | 明治12年 改称 西中村       | 今井村                     | 今井村                         | 明治34年11月1日 今井村       | 今井村              | 今井村                      | 昭和29年10月1日 糸魚川市に編入 | 糸魚川市            | 平成17年3月19日 糸魚川市    | 糸魚川市 |
| 尻掛村       | 尻掛村     | 明治10年 改称 山本村       | 明治10年 改称 山本村       | 明治10年 改称 山本村       | 今井村                     | 今井村                         | 明治34年11月1日 今井村       | 今井村              | 今井村                      | 昭和29年10月1日 糸魚川市に編入 | 糸魚川市            | 平成17年3月19日 糸魚川市    | 糸魚川市 |
| 須沢村       | 一部       | 須沢村                     | 須沢村                     | 須沢村                     | 須沢村                     | 須沢村                         | 明治34年11月1日 今井村       | 今井村              | 今井村                      | 昭和29年10月1日 糸魚川市に編入 | 糸魚川市            | 平成17年3月19日 糸魚川市    | 糸魚川市 |
| 須沢村       | 一部       | 須沢村                     | 須沢村                     | 須沢村                     | 須沢村                     | 須沢村                         | 明治34年11月1日 今井村       | 今井村              | 今井村                      | 昭和29年10月1日 青海町に編入   | 青海町              | 平成17年3月19日 糸魚川市    | 糸魚川市 |
| 今村新田     | 今村新田   | 今村新田                   | 今村新田                   | 今村新田                   | 須沢村                     | 須沢村                         | 明治34年11月1日 今井村       | 今井村              | 今井村                      | 昭和29年10月1日 青海町に編入   | 青海町              | 平成17年3月19日 糸魚川市    | 糸魚川市 |
| 歌村         | 歌村       | 歌村                       | 歌村                       | 歌村                       | 歌外波村                   | 歌外波村                       | 歌外波村                     | 歌外波村            | 歌外波村                    | 昭和29年10月1日 青海町に編入   | 青海町              | 平成17年3月19日 糸魚川市    | 糸魚川市 |
| 外波村       | 外波村     | 外波村                     | 外波村                     | 外波村                     | 歌外波村                   | 歌外波村                       | 歌外波村                     | 歌外波村            | 歌外波村                    | 昭和29年10月1日 青海町に編入   | 青海町              | 平成17年3月19日 糸魚川市    | 糸魚川市 |
| 市振村       | 市振村     | 市振村                     | 市振村                     | 市振村                     | 市振村                     | 市振村                         | 市振村                       | 市振村              | 市振村                      | 昭和29年10月1日 青海町に編入   | 青海町              | 平成17年3月19日 糸魚川市    | 糸魚川市 |
| 上路村       | 上路村     | 上路村                     | 上路村                     | 上路村                     | 上路村                     | 上路村                         | 上路村                       | 上路村              | 上路村                      | 昭和29年10月1日 青海町に編入   | 青海町              | 平成17年3月19日 糸魚川市    | 糸魚川市 |
| 青海村       | 青海村     | 青海村                     | 青海村                     | 青海村                     | 青海村                     | 青海村                         | 明治34年11月1日 青海村       | 青海村              | 昭和2年8月1日 町制 青海町   | 青海町                         | 青海町              | 平成17年3月19日 糸魚川市    | 糸魚川市 |
| 橋立村       | 橋立村     | 橋立村                     | 橋立村                     | 橋立村                     | 青海村                     | 青海村                         | 明治34年11月1日 青海村       | 青海村              | 昭和2年8月1日 町制 青海町   | 青海町                         | 青海町              | 平成17年3月19日 糸魚川市    | 糸魚川市 |
| 寺地村       | 一部       | 寺地村                     | 寺地村                     | 寺地村                     | 青海村                     | 青海村                         | 明治34年11月1日 青海村       | 青海村              | 昭和2年8月1日 町制 青海町   | 青海町                         | 青海町              | 平成17年3月19日 糸魚川市    | 糸魚川市 |
| 寺地村       | 一部を除く | 寺地村                     | 寺地村                     | 寺地村                     | 田海村                     | 田海村                         | 明治34年11月1日 青海村       | 青海村              | 昭和2年8月1日 町制 青海町   | 青海町                         | 青海町              | 平成17年3月19日 糸魚川市    | 糸魚川市 |
| 田海村       | 田海村     | 田海村                     | 田海村                     | 田海村                     | 田海村                     | 田海村                         | 明治34年11月1日 青海村       | 青海村              | 昭和2年8月1日 町制 青海町   | 青海町                         | 青海町              | 平成17年3月19日 糸魚川市    | 糸魚川市 |

## 行政
歴代郡長
| 代       | 氏名         | 就任年月日                 | 退任年月日                 | 備考                   |
| -------- | ------------ | -------------------------- | -------------------------- | ---------------------- |
| 1        | 室孝次郎     | 明治12年（1879年）4月21日  | 明治14年（1881年）2月12日  | [ 28 ]                 |
| 2        | 大島亮       | 明治14年（1881年）2月12日  | 明治16年（1883年）9月11日  | [ 28 ]                 |
| 3        | 生田有格     | 明治16年（1883年）9月11日  | 明治25年（1892年）6月24日  | 在任中に死去           |
| 4        | 安部致       | 明治25年（1892年）7月11日  | 明治31年（1898年）8月11日  | [ 28 ]                 |
| 5        | 北見東一郎   | 明治31年（1898年）8月11日  | 明治38年（1905年）9月9日   | [ 28 ]                 |
| 6        | 万千野定之助 | 明治38年（1905年）9月9日   | 明治40年（1907年）10月25日 | [ 28 ]                 |
| 7        | 四戸梅太郎   | 明治40年（1907年）10月25日 | 明治42年（1909年）8月14日  | [ 28 ]                 |
| 8        | 大平広弥     | 明治42年（1909年）8月14日  | 明治44年（1911年）12月27日 | [ 28 ]                 |
| 9        | 岩田亀松     | 明治44年（1911年）12月27日 | 大正元年（1912年）12月10日 | [ 28 ]                 |
| 10       | 山田兼長     | 大正元年（1912年）12月10日 | 大正3年（1914年）6月18日   | [ 28 ]                 |
| 11       | 加賀谷朝蔵   | 大正3年（1914年）6月18日   | 大正5年（1916年）11月24日  | [ 28 ]                 |
| 12       | 武田武門     | 大正5年（1916年）11月24日  | 大正7年（1918年）6月22日   | [ 28 ]                 |
| 13       | 高木虎槌     | 大正7年（1918年）6月22日   | 大正9年（1920年）10月14日  | [ 28 ]                 |
| 14       | 木原元次     | 大正9年（1918年）10月14日  | 大正13年（1924年）3月27日  | [ 28 ]                 |
| 15       | 野沢良造     | 大正13年（1924年）3月27日  | 大正15年（1926年）4月21日  | 在任中に死去           |
| 事務取扱 | 田代民哉     | 大正15年（1926年）4月21日  | 大正15年（1926年）5月31日  | [ 28 ]                 |
| 16       | 室井勇       | 大正15年（1926年）5月31日  | 大正15年（1926年）6月30日  | 郡役所廃止により、廃官 |